# Mi Banda El Mexicano
 (janvier 2011).
Si vous disposez d'ouvrages ou d'articles de référence ou si vous connaissez des sites web de qualité traitant du thème abordé ici, merci de compléter l'article en donnant les références utiles à sa vérifiabilité et en les liant à la section « Notes et références ».
Mi Banda El Mexicano est un groupement musical mexicain originaire de Mazatlan, Sinaloa, apparaît au début des années 1990. Bien qu'au départ on l'appelle Grupo El Mexicano.

## Histoire
Le groupe a été formé [Quand ?] par Casimiro Zamudio (accords), Germán Román (percussions), Pancho Vidriales, Jorge Hopskins (claviers). Le groupe est pionnier de la danse du "Caballito".

## Actuellement
Par des différences personnelles, chaque membre a continué sa carrière artistique de son côté.
Casimiro Zamudio avec Super Estelar El Mexicano. German Roman avec El Mexicano de German Roman.

## Discographie
- 2006 : Prende Tu Fiesta
- 2005 : Mi Historia - Mi Banda El Mexicano
- 2005 : A Seguir Bailando
- 2005 : De Reventon
- 2004 : 15 Exitos - Mi Banda El Mexicano
- 2002 : El Mexicano Mayor
- 2002 : Baile Sin Parar Con
- 2001 : Comprate Un Perro
- 2000 : 100% Mexicano
- 2000 : Todos A Bailar Mambos Al Estilo Del Mexicano
- 1998 : Otra Vez
- 1997 : En Vivo, En El Rio Nilo - Mi Banda El Mexicano
- 1996 : Mi Banda El Mexicano
- 1996 : Latin Musico Mix
- 1995 : Fuera De Serie
- 1995 : 12 Exitos Lo Mejor De Mi Banda El Mexicano
- 1995 : A Bailar De Caballito
- 1995 :  Grupo El Mexicano
- 1994 : Remix
- 1993 : 16 Enormes Exitos Mi Banda El Mexicano
- 1993 : Corrido Con Tambora
- 1993 : Pa'que Lo Bailes Vol.4
- 1993 : Puras De Rompope Y Rasga
- 1993 : El Hijo Desobediente
- 1993 : Cumbias Ya llegó